# La Liga de 2006–07
A La Liga de 2006–07 foi a 76ª edição da La Liga. O Real Madrid venceu esta edição.

## Participantes
Esta edição contou com 20 participantes, entre eles:
- Atlético Bilbao
- Atlético de Madrid
- Barcelona
- Celta de Vigo
- Deportivo La Coruña
- Espanyol
- Getafe
- Gimnàstic
- Levante
- Mallorca
- Osasuna
- Racing Santander
- Real Betis
- Real Madrid
- Real Sociedad
- Real Zaragoza
- Recreativo
- Sevilla
- Valencia
- Villarreal

## Tabela classificativa
| #  | Equipa             | Pts | J  | V  | E  | D  | GM | GS | DG  | Notas                                 |
| -- | ------------------ | --- | -- | -- | -- | -- | -- | -- | --- | ------------------------------------- |
| 1  | Real Madrid        | 76  | 38 | 23 | 7  | 8  | 66 | 44 | +20 | Liga dos Campeões de 2007–08          |
| 2  | Barcelona          | 76  | 38 | 22 | 10 | 6  | 78 | 33 | +45 | Liga dos Campeões de 2007–08          |
| 3  | Sevilla            | 71  | 38 | 21 | 8  | 9  | 64 | 35 | +29 | Liga dos Campeões de 2007–08          |
| 4  | Valencia           | 66  | 38 | 20 | 6  | 12 | 57 | 42 | +15 | Liga dos Campeões de 2007–08          |
| 5  | Villarreal         | 62  | 38 | 18 | 8  | 12 | 48 | 44 | +4  | Taça UEFA de 2007–08                  |
| 6  | Zaragoza           | 60  | 38 | 16 | 12 | 10 | 55 | 43 | +12 | Taça UEFA de 2007–08                  |
| 7  | Atlético de Madrid | 60  | 38 | 17 | 9  | 12 | 46 | 39 | +7  | Taça Intertoto de 2007                |
| 8  | Recreativo         | 54  | 38 | 15 | 9  | 14 | 54 | 52 | +2  |                                       |
| 9  | Getafe             | 52  | 38 | 14 | 10 | 14 | 39 | 33 | +6  |                                       |
| 10 | Racing Santander   | 50  | 38 | 14 | 12 | 12 | 42 | 48 | –6  |                                       |
| 11 | Espanyol           | 49  | 38 | 12 | 13 | 13 | 46 | 53 | –7  |                                       |
| 12 | Mallorca           | 49  | 38 | 14 | 7  | 17 | 41 | 47 | –6  |                                       |
| 13 | Deportivo          | 47  | 38 | 12 | 11 | 15 | 32 | 45 | –13 |                                       |
| 14 | Osasuna            | 46  | 38 | 13 | 7  | 18 | 51 | 49 | +2  |                                       |
| 15 | Levante            | 42  | 38 | 10 | 12 | 16 | 37 | 53 | –16 |                                       |
| 16 | Real Betis         | 40  | 38 | 8  | 16 | 14 | 36 | 49 | –13 |                                       |
| 17 | Athletic           | 40  | 38 | 10 | 10 | 18 | 44 | 62 | –18 |                                       |
| 18 | Celta de Vigo      | 39  | 38 | 10 | 9  | 19 | 40 | 59 | –19 | Descida à Segunda División de 2007–08 |
| 19 | Real Sociedad      | 35  | 38 | 8  | 11 | 19 | 32 | 47 | –15 | Descida à Segunda División de 2007–08 |
| 20 | Gimnàstic          | 28  | 38 | 7  | 7  | 24 | 24 | 34 | –10 | Descida à Segunda División de 2007–08 |

## Prêmios

### Artilheiros
| Ranking | Jogador                 | Clube                  | Gols |
| ------- | ----------------------- | ---------------------- | ---- |
| 1       | Ruud van Nistelrooy     | Real Madrid C.F.       | 25   |
| 2       | Diego Milito            | Real Zaragoza          | 23   |
| 3       | Frédéric Kanouté        | Sevilla                | 21   |
| 3       | Ronaldinho              | Barcelona              | 21   |
| 5       | Diego Forlán            | Villarreal             | 19   |
| 6       | David Villa             | Valencia               | 16   |
| 7       | Raúl Tamudo             | Espanyol               | 15   |
| 7       | Fernando Baiano         | Celta de Vigo          | 15   |
| 9       | Fernando Torres         | Atlético Madrid        | 14   |
| 9       | Lionel Messi            | Barcelona              | 14   |
| 11      | Fernando Morientes      | Valencia               | 12   |
| 11      | Florent Sinama-Pongolle | Recreativo Huelva      | 12   |
| 13      | Dani Güiza              | Getafe                 | 11   |
| 13      | Javier Portillo         | Gimnàstic de Tarragona | 11   |
| 13      | Nikola Žigić            | Racing de Santander    | 11   |
| 13      | Roberto Soldado         | Osasuna                | 11   |
| 13      | Samuel Eto'o            | Barcelona              | 11   |
| 18      | Luís Fabiano            | Sevilla                | 10   |
| 18      | Luis García             | Espanyol               | 10   |

Fonte: LFP 

### Troféu Zamora
Atualizado em 17 de Junho de 2007 
| Goleiro               | Gols | Jogos | Média | Time                |
| --------------------- | ---- | ----- | ----- | ------------------- |
| Roberto Abbondanzieri | 30   | 36    | 0.83  | Getafe CF           |
| Víctor Valdés         | 33   | 38    | 0.87  | FC Barcelona        |
| Leo Franco            | 28   | 32    | 0.88  | Atlético Madrid     |
| Sebastián Viera       | 25   | 28    | 0.89  | Villarreal CF       |
| Andrés Palop          | 32   | 34    | 0.94  | Sevilla FC          |
| Claudio Bravo         | 29   | 29    | 1     | Real Sociedad       |
| Santiago Cañizares    | 33   | 32    | 1.03  | Valencia CF         |
| Iker Casillas         | 40   | 38    | 1.05  | Real Madrid         |
| Toño                  | 36   | 32    | 1.13  | Racing de Santander |
| José Francisco Molina | 39   | 34    | 1.15  | Levante UD          |